# Kanton Confolens-Nord
Der Kanton Confolens-Nord war bis 2015 ein französischer Wahlkreis im Département Charente und in der damaligen Region Poitou-Charentes. Er umfasste acht Gemeinden im Arrondissement Confolens; sein Hauptort (frz.: chef-lieu) war Confolens. Die landesweiten Änderungen in der Zusammensetzung der Kantone brachten im März 2015 seine Auflösung. Vertreter im conseil général des Départements war zuletzt in den Jahren 2011–2015 Philippe Bouty.

## Gemeinden
| Gemeinde         | Einwohner Jahr | Fläche km² | Bevölkerungsdichte | Code INSEE | Postleitzahl |
| ---------------- | -------------- | ---------- | ------------------ | ---------- | ------------ |
| Ambernac         | 386 (2013)     | –          | – Einw./km²        | 16009      | 16490        |
| Ansac-sur-Vienne | 856 (2013)     | –          | – Einw./km²        | 16016      | 16500        |
| Confolens        | 2.637 (2013)   | –          | – Einw./km²        | 16106      | 16500        |
| Épenède          | 221 (2013)     | –          | – Einw./km²        | 16128      | 16490        |
| Hiesse           | 242 (2013)     | –          | – Einw./km²        | 16164      | 16490        |
| Lessac           | 557 (2013)     | –          | – Einw./km²        | 16181      | 16500        |
| Manot            | 588 (2013)     | –          | – Einw./km²        | 16205      | 16500        |
| Pleuville        | 373 (2013)     | –          | – Einw./km²        | 16264      | 16490        |